# エリー運河
エリー運河（エリーうんが、英: Erie Canal）は、アメリカ合衆国ニューヨーク州にある運河。エリー湖からハドソン川上流までを繋ぎ、ニューヨーク港に注ぐハドソン川を通じて五大湖と大西洋の間の舟運を可能にした運河である。東部と中西部の運搬を一気に容易にした最初期の交通革命となった。
最初に提案されたのは1699年だったが、1798年になってやっとナイアガラ運河会社が設立され建設の準備が始められた。最初にその一部が開通したのは1819年で、全通は1825年10月26日。全長363マイル（584キロメートル）、幅40フィート（12メートル）、深さ4フィート（1.2メートル）で、閘門は83箇所あり、それぞれ幅90フィート（27 メートル）、高さ15フィート（4.5メートル）となっている。通航可能な船の排水量は75米トン（68メートルトン）。
エリー運河は東海岸とその西側の内陸部との間の交通手段として、動物に曳かせる荷車より速く、当時の荒地を行くよりも輸送費用が95パーセント節約できた。派生的にニューヨーク州西部への人口移動がおこり、さらに西の領域へ開拓の道を開くことになった。現在はニューヨーク州運河システムの一部となっている。

## 歴史

### 提案と計画
イギリスで1761年に完成し、炭鉱とマンチェスターを繋いだブリッジウォーター運河の華々しい成功は、18世紀後半のイギリスで運河建設のブームを生んだ。アメリカ東海岸と新しい西の開拓地を結ぶために運河、あるいは人工的に改良された水路を造るという考え方は、1724年にキャドワルダー・コールデンがモホーク川を使った案を提案したが宙に浮いていた。ジョージ・ワシントンはポトマック川を使って西部に航行できるようにする案を考え、1785年から彼の死ぬ15年後までパトーマック会社に少なからぬ労力と資本を注入した。ブリッジウォーター運河について詳しかったクリストファー・コールズがモホーク川渓谷を測量し、1784年にニューヨーク州議会に対してオールバニとオンタリオ湖を結ぶ運河の提案を行った。この提案は相当な関心を引き行動に移されたものもあったが、結局は何も生み出さなかった。ガバヌーア・モリスとエルカナー・ワトソンも早くからモホーク川を使った運河を提案しており、二人の努力でウエスターン・インランド・ロック・ナビゲーション会社が創設され、モホーク川を改良する最初の取り組みが行われた。しかしこの会社で分かったことは、このような大きさの事業に対して私的な財源では不適だということだった。
起業家ジェシー・ホーレーはその努力が直接運河に向けられた提案者だった。ホーレーはニューヨーク州北部の平原（当時はほとんど未開だった）で大量の穀物を育て、東海岸で売ることが出来ると考えた。しかし、ホーレーは穀物を海岸まで運ぶ事業をやっていて破産し、カナンデイグア債務者刑務所にはいっている間に、モホーク川渓谷を使った運河の建設を提案し始めた。ホーレーはバタビアのホランド・ランド会社の代理人ジョセフ・エリコットの強い支持を取り付けた。エリコットは運河を造れば自分が売っているニューヨーク州西部の土地の価値をかなり上げられると考えた。エリコットは後に運河の最初の理事になった。ハドソン川の支流であるモホーク川はアパラチア山脈の北縁にあたり、氷河が溶けた水がニューヨーク州に峡谷を作って、キャッツキル山地とアディロンダック山地を分けていた。モホーク川はアラバマ州から北では唯一アパラチア山脈を横切っており、東は既に広く使われているハドソン川に直接繋がり、西はオンタリオ湖かエリー湖に近かった。そこからは内陸部の者や多くの開拓者がこれらの湖に行くことができた。

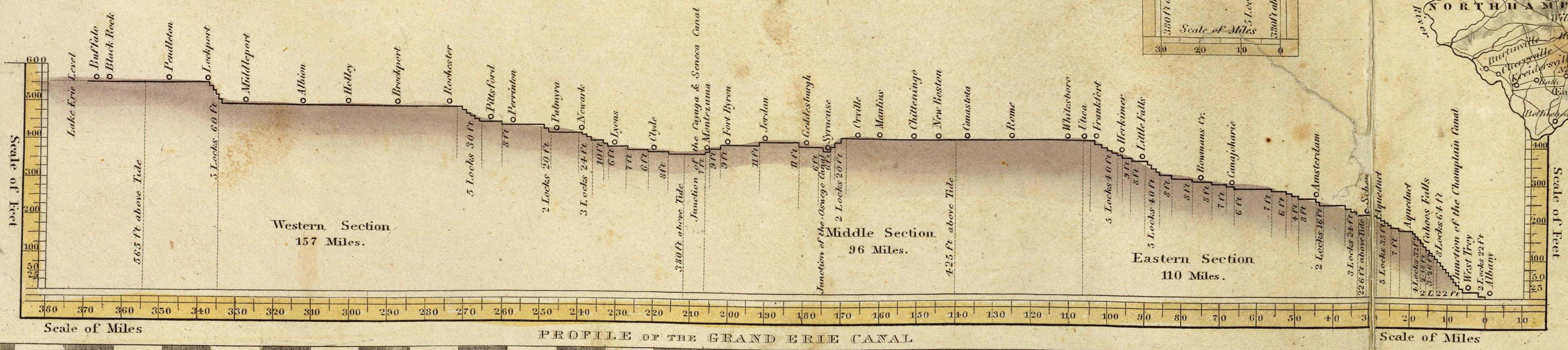
最初のエリー運河断面図

問題は、ハドソン川のオールバニとエリー湖の標高差が約600フィート (183 m)あることだった。当時の閘門は12フィート (3.5 m)までの高低差までなら扱えたので、360マイルの運河には少なくとも50箇所の閘門が必要だった。今日でもそのような運河は費用が掛かって仕方が無いが、1800年にそのような事業はほとんど想像の域を超えていた。当時のトーマス・ジェファーソン大統領は、「ほとんど気違い沙汰に近い」と言ってその提案を話にならないとし、拒絶した。それにも拘わらず、ホーレーはニューヨーク州知事のデウィット・クリントンの関心を引き出し、計画の照査の後で賛同を得た。世論は圧倒的にこの計画を愚かなものと見なしていたので、この計画は「クリントンの愚行」とか「クリントンのどぶ」と呼ばれるようになった。1817年、クリントンは運河建設予算に関してニューヨーク州議会の承認を取り付けた。
運河は幅40フィート (12 m)、深さは4フィート (1.2 m)とされ、取り除かれた土壌は堤の歩道を造るために横の斜面に積み上げられた。喫水が3.5フィート (1.07 m)までの艀が歩道上の馬、後にはラバに曳かれて行き来することになった。双方向に行き交う艀に対し、曳き船道は1つしかなかったので、艀が離合する時は艀が慣性力で動いている間に、牽引用の動物から曳き綱を素早く解いてまた反対向きの動物に付け直すという操作を必要とした。運河の側面は石で固められ、底には粘土を置いた。石の細工には何百人ものドイツ人石工が動員され、運河の工事が完成した後は、ニューヨークの多くの著名な建物の建設に回ることになった。

### 工事

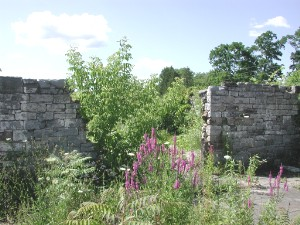
エリー運河閘門の石積み。経路変更で廃棄された。ダーラムビル

工事は1817年7月4日にニューヨーク州ロームで始まった。ロームとユーティカの間の最初の15マイル (24 km)は2年後に開通した。しかし、このペースで工事が進めば、全通まであと30年ばかりを擁することが予測された。大きな問題は長い原生林の木を切り倒すことであり、泥を取り去ることであって、予想以上に進捗を鈍くしていた。その解決方法として、木はその頂上に綱を投げかけてウィンチで引き倒し、切り株は大きな三脚式ウィンチで引き抜くことにした。泥を取り除くためには、大き目の一輪車からラバに引かせた荷車に積み替えさせた。ラバと3人の作業者が組みになって1年に1マイルを進めるようになり、後は人の配置の問題だけになった。
計画を立て工事を監督した者は、測量でも土木工事でも素人であった。当時のアメリカ合衆国には土木技師がいなかった。経路を決めたジェイムズ・ゲッデスとベンジャミン・ライトは判事であり、境界紛争を調停するうちに測量の経験を積んでいた。ゲッデスは、ほんの数時間測量器械を扱ったことがあるだけだった。キャンバス・ホワイトは27歳の駆け出し技師で、クリントンに直談判し、自費でイギリスに行ってそこの運河の仕組みを学んで来させてくれと言った。ネイサン・ロバーツは数学の教師で土地の投機家でもあった。これらの男達が、ロックポートのナイアガラの断崖から、アイアンデコイット・クリークを越すために高い堤を積み上げ、すばらしい用水路でジェネシー川を渡し、リトル・フォールズとスケネクタディの間の固い岩盤を掘りぬいて、すべて向こう見ずな工事を正確に計画通りやり遂げた。

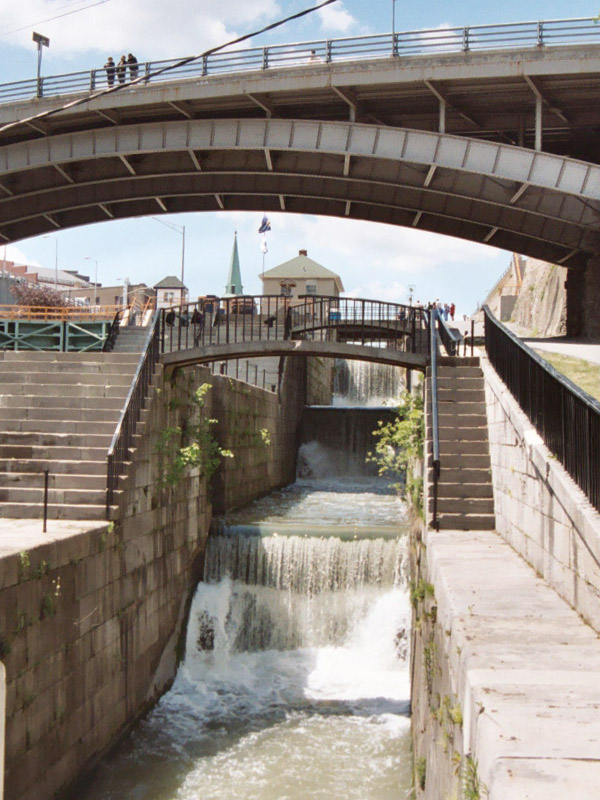
ロックポートのナイアガラの断崖を通る5段階の閘門。現在は閘門が無く、過剰水を流す水路として使われている。この左手に1段式の閘門が新たに作られ使われている。

新しい作業者が到着して工事は速度を高めて続けられたが、1819年にカユガ湖の出口にあるモンティズマ湿地に工事が差し掛かった時に、マラリアで1,000名以上の作業者が死に、完全に中断された。工事はハドソン川に向かう下り坂から再開され、冬季に沼地が凍った時に、沼地を抜ける部分を完成させた。
ユーティカからサリナ（シラキュース）に至る中間部は1820年に開通し、直ぐに通航が始まった。東部の250マイル(402 km)、ロチェスターからオールバニまでは1823年9月10日に鳴り物入りで開通した。ウォーターブリートからシャンプレーン湖にむかう南北の部分64マイル (103 km)も同日に開通を宣言した。1824年、運河の全通はまだであったが、「観光客と旅行者のためのポケットガイド、ニューヨーク州の運河の経路と内陸の商業」が熱心な旅行者や土地の投機家のために出版された。おそらくアメリカで出版された最初の旅行ガイドである。
モンティズマ湿地の後、次の難関はナイアガラの断崖を通すことであった。エリー湖の水位まで上げるためには、硬いドロマイト質石灰岩の80フィート (24 m)の壁があった。経路には小さな水路から断崖を急に滑り降りる水路があり、ここを5段階の閘門を2列で通し、ロックポートの町の水位まで落した。1つの閘門で12フィート (3.5 m)落とし、5段階で計60フィート (18 m)を降ろして、深く掘られた水路に出た。最後の区間は、もう一つの石灰岩層であるオノンダガ地層を30フィート (9 m)幅で掘り抜くことだった。この掘削には黒色火薬が用いられた。不慣れな作業員がしばしば事故を起こし、時には岩が付近の民家に落ちることもあった。

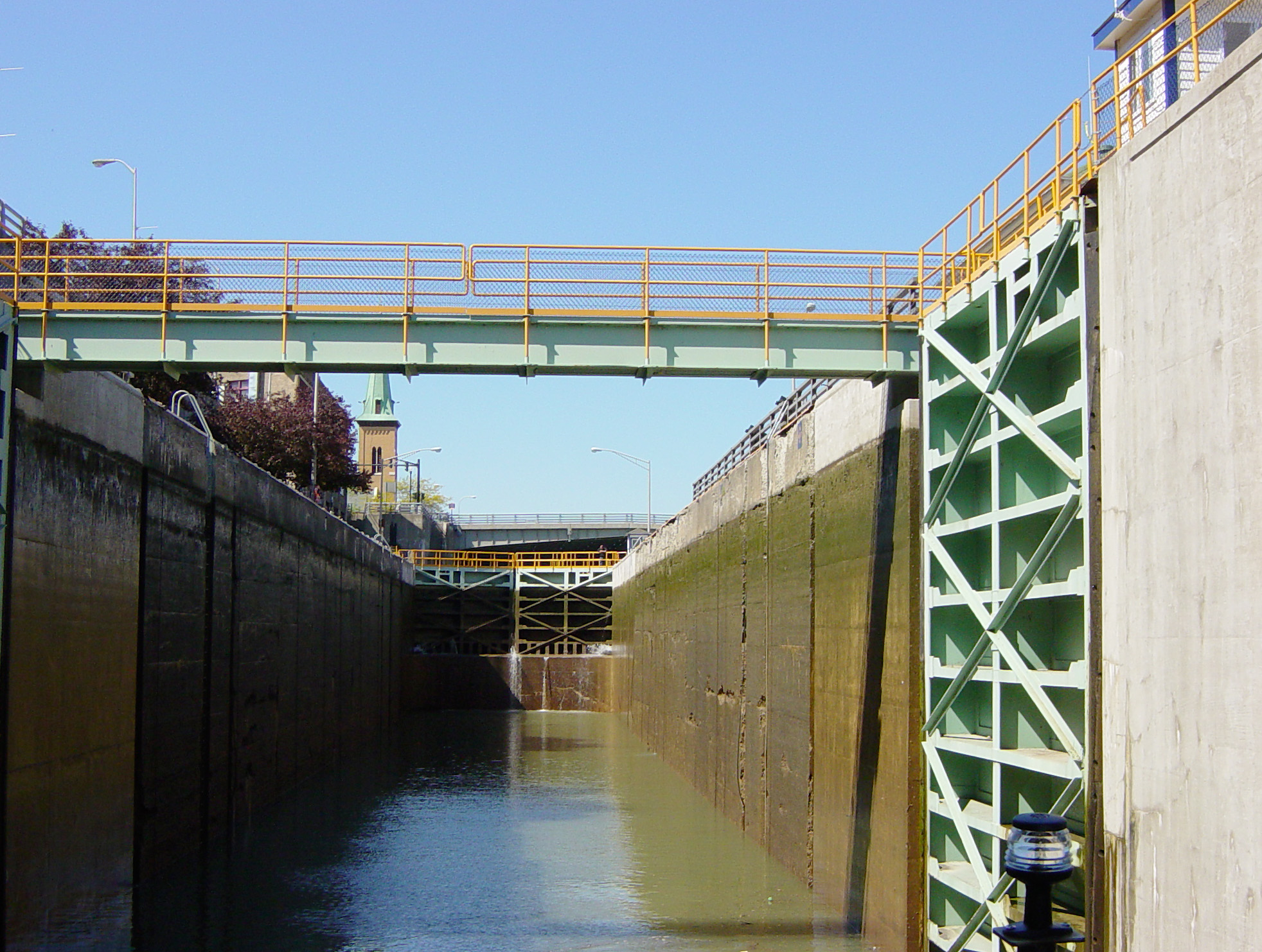
現在のナイアガラ断崖にある1層の閘門

2つの集落が運河の終点になることを競った。ナイアガラ川沿いのブラック・ロックとエリー湖の東端にあるバッファローであった。バッファローは大きな労力を使ってバッファロー・クリークの幅と深さを広げ航海が可能にし、河口には港を造った。バッファローがブラック・ロックを抑え、直ぐに大都市になったばかりでなく、かつての競争相手を飲み込んでしまった。
工事は1825年11月4日に完工した。公式に州を挙げての「大祝典」が催され、運河に沿って祝砲が次々と放たれては下っていき、バッファローからニューヨーク市まで90分間で伝えられた。デウィット・クリントン知事が乗った船を先頭にバッファローをボートの船隊が出発し、10日間を掛けてニューヨーク市に到着したところで、クリントンは「水の結婚式」としてニューヨーク港にエリー湖から持参した水を厳かに注いだ。

### 経路
運河はハドソン河畔のオールバニに始まり、北へ向かってトロイでシャンプレーン運河を分岐する。コホーズで西に向きを変え、モホーク川の南岸を進み、クレッセント北側を横切って、レクスフォード・フラットで今度は南に向かう。そこからはずっと西に向かいモホーク川が北へ転ずるロームまで川の南岸近くを進む。
ロームからはオナイダ湖に流れ込むウッド・クリークと平行に西へ向かい、湖を避け、湖の南を通り、南西にまた西に転ずる。カナストタからは西にナイアガラ断崖の北縁に沿って進み、シラキュースとロチェスターを通り過ぎる。ロックポートで南西に転じ、エイティーンマイル・クリークの峡谷を使って断崖の上まで登る。続いて南南西に向かい、ペンデルトンでトナワンダ・クリークを使って西にまた南西に転じる。トナワンダからはナイアガラ川の東流を南にバッファローに向かい、バッファロー中心街でエリー湖に到達する。

### 拡張および改良
問題が発生したが直ぐに解決された。運河の全長に渡って水漏れがあったが、これは新発明のコンクリートで水面下を固めて解決された。底の粘土の損耗も問題となったが、流速を4 mph (6 km/h)に抑えることにした。
当初の設計での輸送量は年間150万米トン（136万メトリックトン）であったが、これは直ぐに超過することになった。1834年に運河を改良する野心的な計画が始まった。第一次拡張として知られる大規模で一連の建設プロジェクトにより、運河の幅は70フィート (21 m)に、深さは7フィート (2.1 m)に広げられた。閘門は広くされ、あるいは新しい場所に新設され、また新しい水路も多く造られた。さらに一部を真っ直ぐにしたり、直線路を迂回させたりして、1825年に造られた経路の一部は放棄されることになった。第一次拡張は1862年に完工し、次の数十年間も小さな拡張が続けられた。
今日、第一次拡張の間に作られた運河を辿る経路が、「改良エリー運河」あるいは「古エリー運河」と一般に呼ばれ、現在使われている経路と識別されている。拡張期に放棄された1825年運河の残滓は今日でも「クリントンのどぶ」と呼ばれることがある。これは最初の建設時に人気のあった渾名でもある。
支線運河と呼ばれる運河があちこちに追加された。カユガ＝セネカから南にフィンガー湖群に向かう線、オスウェゴでスリーリバーから北のオンタリオ湖に向かう線、およびトロイからシャプレーン湖に向かう線であった。クルックト湖運河と呼ばれる短い運河は1833年から1877年までキューカ湖とセネカ湖を結んだ。チェマング運河は1833年にセネカ湖の南端とエルミラを結び、ペンシルベニア州の石炭や木材を運ぶ重要な経路になった。1836年のチェナンゴ運河はエリー運河のユーティカからビンガムトンを結び、チェナンゴ川の産業を盛り上げることになった。チェナンゴ運河とチェマング運河はエリー運河と共にサスケハナ川系統を構成した。ブラック川運河はブラック川とエリー運河をロームで結び、1920年代まで供用された。ジェネシーバレー運河はジェネシー川に沿って走り、オーリアンでアレゲニー川と結ばれたがアルゲイニー地区をオハイオ川さらにミシシッピ川と結ぶ計画は実行されなかった。ジェネシーバレー運河は後に放棄され、ジェネシーバレー運河鉄道となった。

### 競合
この運河がニューヨーク市へ旅行者を運んだように、フィラデルフィアやボルティモアの港からも運んだ。これらの市や州はエリー運河と競合する手段を採用した。ペンシルベニア州ではメインライン・オブ・パブリック・ワークスが運河と鉄道を組み合わせ、フィラデルフィアからオハイオ川のピッツバーグまでは1934年に開通させた。メリーランド州では、ボルティモア・アンド・オハイオ鉄道がやはりオハイオ川のウエストバージニア州ホイーリングまで走り、1853年に完成した。

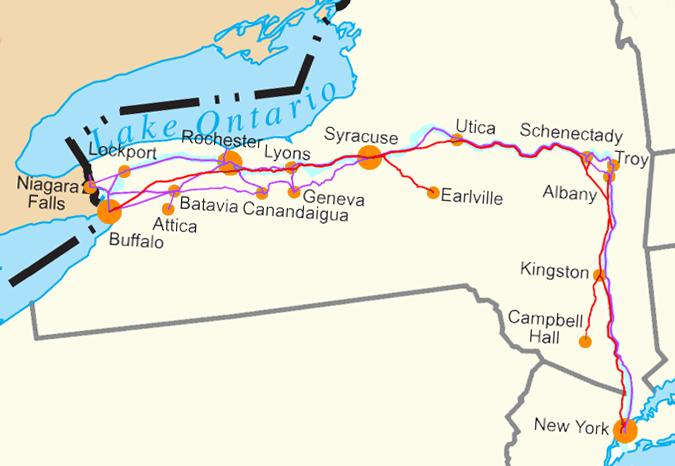
ニューヨーク州の競合。 ニューヨーク・セントラル鉄道(紫)、ウエストショア鉄道(赤)およびエリー運河(青)

競合はニューヨーク州の中にも生じた。モホーク・アンド・ハドソン鉄道が1831年に開通し、オールバニとスケネクタディとの間の運河部分で速度を補うようになった。他にも鉄道路線が認可され建設されるようになり、1842年にはバッファローまで全通した。この線は1853年にニューヨーク・セントラル鉄道とオーバーン道路となった。鉄道は運河と同様に一般の用途に供したが、速く移動できることから旅行客は鉄道に切り替えていった。しかし、1852年には運河を通して運ばれる貨物量はニューヨーク州のすべての鉄道を併せたものの13倍に達した。この鉄道との競合は、通航料が廃止された1882年まで続いた。
ニューヨーク＝ウエストショア＝バッファロー鉄道が1884年に完成し、エリー運河とニューヨーク・セントラル鉄道ともほとんど平行に走るようになった。しかし、この鉄道は破産し、翌年にはニューヨーク・セントラル鉄道に買収された。
1905年、ニューヨーク州バージ運河の建設が始まり、1億100万ドルを掛けて1918年に完成した。貨物輸送量は1951年には520万米トン （470万メトリックトン）まで達したが、これ以降は鉄道と自動車との競合で減少している。

### 効果
エリー運河は、バッファロー、ロチェスター、シラキュース、ローム、ユーティカおよびスケネクタディの町に好景気を呼び、ニューヨーク市およびニューヨーク州の富と位置づけに多大な貢献を果たした。さらに、中西部の農産物を東部や海外の市場に送ることで国全体の貿易額を上げ、西方への移住を奨励することになった。エリー運河の完成後にその経路に沿ってアイルランド人の社会が形成され、その大部分は運河建設の労働力としても貢献した。
多くの移民が運河を使って旅したので、系図学者で運河の乗船客名簿の写しを欲しがる者が多かった。1827年から1829年の間は別にして、運河の船舶運行者は乗船客の名簿の記録や政府（この場合はニューヨーク州）に対する報告を求められていなかった。1827年から1829年の乗船客名簿のみが、ニューヨーク州記録保管所に残されている。
エリー運河は、まだ生まれてあまり時の経っていないアメリカ合衆国をイギリスやヨーロッパ諸国に結びつける働きもした。イギリスはトウモロコシ法を撤廃し、中西部の小麦のイギリスに対する輸出高が飛躍的に拡大した。アメリカ合衆国とカナダの間の貿易も、トウモロコシ法の撤廃と1854年に結ばれた自由貿易協定の結果として増大した。この貿易による物の流れはエリー運河を通して行われた。
エリー運河の成功は模倣を促進し、多くの運河建設が続いた。また多くの技術的な障害を乗り越える発明を行った者が傑出し、実務教育の重要さに対する認識を高めもした。
多くの作家が運河とそこにおける生活を題材にして小説や詩を残した。ハーマン・メルヴィル、フランシス・スロロープ、ナサニエル・ホーソーン、ハリエット・ビーチャー・ストウ、マーク・トウェイン、サミュエル・ホプキンス・アダムズ、およびラファイエット等である。トマス・S・アレンによるポピュラーソング「ロー・ブリッジ」は運河の全盛期の記憶を1905年に詩にしたもので、機械ではなくラバが艀を曳く光景が詠われている。シカゴ市は、五大湖の都市の中でもその経済に及ぼす運河の重要性を認識し、ウエストループの2つの通りの名が「キャナル｣と「クリントン」である。
アディロンダック山地の伐木搬出によって運河が浸食され底が浅くなるという問題は、1885年にアディロンダック公園というもう一つのニューヨーク州歴史的建造物を作り出すことになった。

## 今日のエリー運河

### 現在はニューヨーク州運河システム

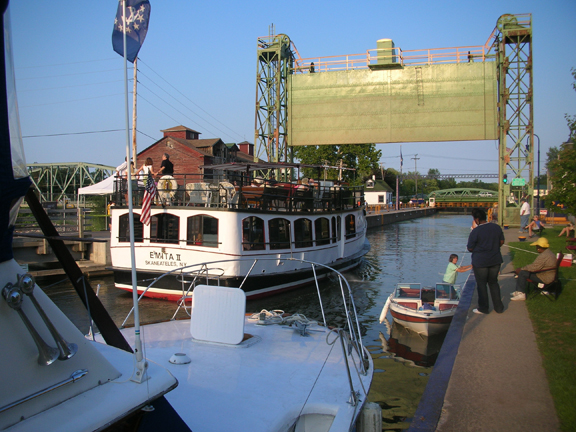
第24閘門を通過する観光船

1918年、エリー運河は規模の大きいニューヨーク州バージ運河にその役目を取って代わられた。新しい運河は当初の経路の多くを置き換えたので、放棄された部分もまた多く残された。顕著な例はシラキュースとロームの間である。このことで、当初の運河では供用を避けていたモホーク川、セネカ川、クライド川およびオナイダ湖などの水路も航行可能なようにすることが求められた。ロチェスターとバッファローの間のように供用できる河川が無い場合は、当初のエリー運河を幅120フィート (36 m)、深さ12フィート (3.6 m)に拡張した。排水量2,000米トン （1,800メトリックトン)の艀の航行を可能にしたこの金を掛けた工事は、運河の恩恵に浴さない州内の地域には不評となり、また陳腐化を食い止めることもできなかった。
コホーズとウォーターフォードの境界でハドソン川に関わる部分の付け替えが始まった。ここでは5つの閘門を使って北西に横切り、クレセントでモホーク川に注いでいた。古い運河はこの地域からロームまですべてモホーク川に平行して造られていたが、新しい運河は川そのものを使い、必要に応じて真っ直ぐにしたり幅を広げたりした。イリオンでは新しい運河は川を用いたが、ロームまで川と古い運河双方に併行する新しい経路が供用される形となった。ロームからは新しい経路がほぼ西に走り、オナイダ湖の入り口の直ぐ東でフィッシュ・クリークと交わることになった。

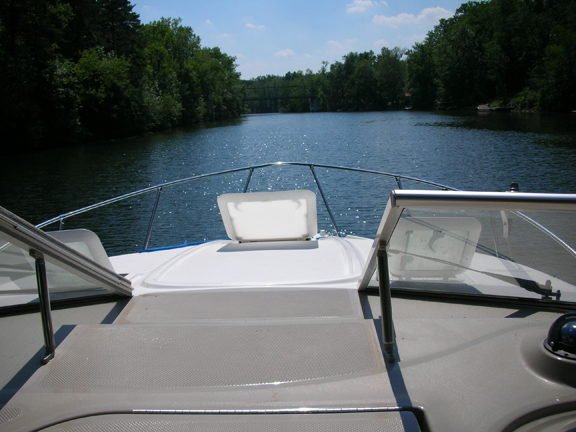
今日ではプレジャーボートの航行が多い

オナイダ湖の西では、新運河はオナイダ川に沿ったままであり、経路を短くした。スリー・リバーでは、オナイダ川が北西に転じ、オンタリオ湖に向かうオスウェゴ運河のために深さを深くした。新エリー運河はそこからセネカ川に沿って南に向かい、シラキュース近くで西に転じモンティズマ湿地まで続く。ここからカユガ＝セネカ運河がセネカ川に沿って南に伸び、エリー運河はナイアガラ断崖の麓に沿って古い運河に平行に走る。幾つかの場所ではクライド川沿いに走り、また幾つかの場所では古い運河を改装して使っている。ロチェスターの南東、ピッツフォードで西に向かいロチェスターの中心街は避けてその南側を通過し、ノースゲイツ近くで古い経路に合流する。そこからは古い経路の改良版であり、西に向かってロックポートに至り、南西のトナワンダでは単純にナイアガラ川に注ぐことになる。
高速道路網、鉄道およびセントローレンス海路の成長により、エリー運河の輸送量は20世紀後半に激減した。1990年代以降、商業用途は残っているものの量は限られており、余暇利用が主流となった。エリー湖は1年のほとんど、小さな船やいくらか大きな船でも利用可能である。冬季は一部の水が抜かれ、修理と保守に当てられている。船の往来が頻繁な時期は5月から11月である。
1992年ニューヨーク州バージ運河は ニューヨーク州運河システムと名前を変え、ニューヨーク州高速道路局の下にニューヨーク州運河会社ができてその管轄下に置かれた。エリー運河とカユガ＝セネカ運河、オスウェゴ運河およびシャンプレーン運河が含まれている。現在、エリー運河の総延長は524マイル (843 km)あり、シャンプレーン湖から首都圏および西のエリー湖を結んでいる。経路に沿った地域人口は270万人であり、ニューヨーク州北部の人口のうち75%がエリー運河から25マイル (40 km)の範囲内に住んでいる。2006年、余暇利用の船の通航料が廃止され、運河を利用する観光客の増加が期待されている。運河システムの維持費は高速道路網の徴収料金で賄われている。
2006年6月遅くと7月初めにニューヨーク州北部を襲った大洪水により、運河の中間部、特にモホーク川の航行は障害がある。洪水による運河システムとその設備に対する損害は少なくとも1,500万ドルと見積もられている。

### 古エリー運河
1918年以降に放棄された古エリー運河の部分はニューヨーク州に所有されるか、地域の郡や市に割譲または売却された。運河の多くの部分は埋め立てられ道路に変えられた。シラキュースのエリー大通り、ロチェスターの大通りおよびロチェスター地下鉄などである。古エリー運河の36マイル (58-km)の区間はニューヨーク州によって州立古エリー運河歴史公園として保存され、モンゴメリー郡にある運河の部分は1960年にアメリカ国定歴史建造物の認定を受けた。
地方自治体の中にはそこに含まれる運河の部分を町や郡の公園に選定して保存したり、またそうする計画がある。幾つかの地域では古エリー運河の草木やごみを取り除き水を溜めた所もある。ロチェスターやシラキュースの中心街では観光客を呼ぶために、古エリー運河に水を通す提案もなされている。シラキュースでは中心街のクリントン広場に古エリー運河を想起させる水溜めを造り、運河用艀や閘門の構造を展示している。
2004年、ニューヨーク州知事ジョージ・パタキはニューヨーク州運河会社の汚職で批判を受けた。会社は古エリー運河の一部の私的開発権を相場よりはるかに少ない3万ドルで、1つの開発業者に売却していた。シラキュース・ポスト・スタンダード紙の調査の後で、パタキの管理は無効化された。
州レベルの統一されたエリー運河歴史の道システム、すなわちグリーンウェイの創造は、観光客を呼ぶためのものだったが、1990年代に提案された時以来、とらえどころのない目標であった。しかし、エリー運河沿いの自治体が新しい公園を造るために意義ある進展を見せ、残っている経路の質を高め、閘門や水路の保存のための予算を上げるようになった。自転車や徒歩の旅行、スノーモービル、クロスカントリー・スキー、乗馬、カヌーおよび魚釣りなどが推奨される余暇活動である。
この経路は自転車で動き沿線の町に泊まりながらの数日間の簡易な旅行には適している。モーテルやキャンプ場などの私設もあり、運河への観光客を歓迎してくれる。
古エリー運河にある公園と博物館
- Erie Canal Village ロームの近く
- Chittenango Landing Canal Boat Museum チッテナンゴの近く
- 古エリー運河州立歴史公園、デウィット
- エリー運河博物館、シラキュース中心街
- Camillus Erie Canal Park カミラス
- Niagara Escarpment five flight locks at Lockport
- ジョーダン運河公園、ジョーダン、エルブリッジ
- センターポート水路公園、ウィーズポート近く
- ベアリン閘門公園、クライド近く
- 古エリー運河第60閘門公園、マケドン
- マケドン水路公園、パルミラ近く

観光案内ウェブサイト
- Parks and Trails New York Canalway Corridor

## 閘門
下の表は現在ある閘門を示している。配列は東から西である。
（注）現在第1と第31の閘門は無い。トロイの北第1閘門の場所にはフェデラル閘門があり、エリー運河システムには所属していない。
| 閘門番号 | 場所                 | 上流標高 (m) | 下流標高 (m) | 高低差 (m) | 次の閘門までの距離 (km)                   |
| -------- | -------------------- | ------------ | ------------ | ---------- | ----------------------------------------- |
| 2        | ウォーターフォード   | 14.9         | 4,7          | 10.2       | 0.45                                      |
| 3        | ウォーターフォード   | 25.5         | 14.9         | 10.5       | 1.00                                      |
| 4        | ウォーターフォード   | 36.0         | 25.5         | 10.5       | 0.26                                      |
| 5        | ウォーターフォード   | 46.1         | 36.0         | 10.1       | 0.45                                      |
| 6        | ウォーターフォード   | 56.2         | 46.1         | 10.0       | 17.43                                     |
| 7        | ニスカユナ           | 64.4         | 56.2         | 8.2        | 17.43                                     |
| 8        | グレンビル           | 68.7         | 64.4         | 4.3        | 7.76                                      |
| 9        | ロッテルダム         | 73.3         | 68.7         | 4.6        | 9.91                                      |
| 10       | クレーンズビル       | 77.8         | 73.3         | 4.6        | 6.52                                      |
| 11       | アムステルダム       | 81.5         | 77.8         | 3.7        | 7.35                                      |
| 12       | トライブズヒル       | 84.9         | 81.5         | 3.4        | 15.58                                     |
| 13       | ランドール           | 87.3         | 84.9         | 2.4        | 12.71                                     |
| 14       | カナジョハリー       | 89.7         | 87.3         | 2.4        | 不明                                      |
| 15       | フォートプレーン     | 92.2         | 89.7         | 2.4        | 不明                                      |
| 16       | ミンデンビル         | 98.4         | 92.2         | 6.2        | 不明                                      |
| 17       | リトルフォールズ     | 110.8        | 98.4         | 12.3       | 不明                                      |
| 18       | ジャクソンバーグ     | 116.9        | 110.8        | 6.1        | 不明                                      |
| 19       | フランクフォート     | 123.3        | 116.9        | 6.4        | 不明                                      |
| 20       | カリーズコーナーズ   | 128.1        | 123.3        | 4.9        | 不明                                      |
| 21       | ローム               | 120.5        | 128.1        | 7.6        | 不明                                      |
| 22       | ローム               | 112.8        | 120.5        | 7.7        | 不明                                      |
| 23       | ブリュワートン       | 110.6        | 112.8        | 2.2        | 不明                                      |
| 24       | ボールドウィンズビル | 114.0        | 110.6        | 3.4        | 49.49                                     |
| 25       | メイズポイント       | 115.8        | 114.0        | 1.8        | 9.40                                      |
| 26       | クライド             | 117.7        | 115.8        | 1.8        | 19.40                                     |
| 27       | ライアンズ           | 121.5        | 117.7        | 3.8        | 2.01                                      |
| 28A      | ライアンズ           | 127.4        | 121.5        | 5.9        | 6.32                                      |
| 28B      | ニューアーク         | 131.1        | 127.4        | 3.7        | 15.61                                     |
| 29       | パルミラ             | 135.9        | 131.1        | 4.9        | 4.83                                      |
| 30       | マケドン             | 140.9        | 135.9        | 5.0        | 25.75                                     |
| 32       | ピッツフォード       | 148.6        | 140.9        | 7.7        | 2.09                                      |
| 33       | ヘンリエッタ         | 156.3        | 148.6        | 7.7        | E34/35 103.32                             |
| 34       | ロックポート         | 164.4        | 156.9        | 7.5        | 0.00                                      |
| 35       | ロックポート         | 171.9        | 164.4        | 7.5        | ナイアガラ川のブラックロック閘門まで 41.8 |